# Spoorlijn Wuppertal-Steinbeck - Wuppertal-Cronenberg
De spoorlijn Wuppertal-Steinbeck - Wuppertal-Cronenberg was een Duitse spoorlijn en was als spoorlijn 2721 onder beheer van DB Netze.

## Geschiedenis
Het traject werd door de Preußische Staatseisenbahnen geopend op 1 april 1891. In 1988 is de lijn gesloten en vervolgens opgebroken, thans is een groot gedeelte van het tracé omgevormd tot fietspad.

## Aansluitingen
In de volgende plaats was er een aansluiting op de volgende spoorlijnen:
Wuppertal-Steinbeck
DB 2525, spoorlijn tussen Neuss en de aansluiting Linderhausen
DB 2550, spoorlijn tussen Aken en Kassel
DB 2726, spoorlijn tussen Wuppertal-Zoologischer Garten en Wuppertal-Steinbeck

## Galerij

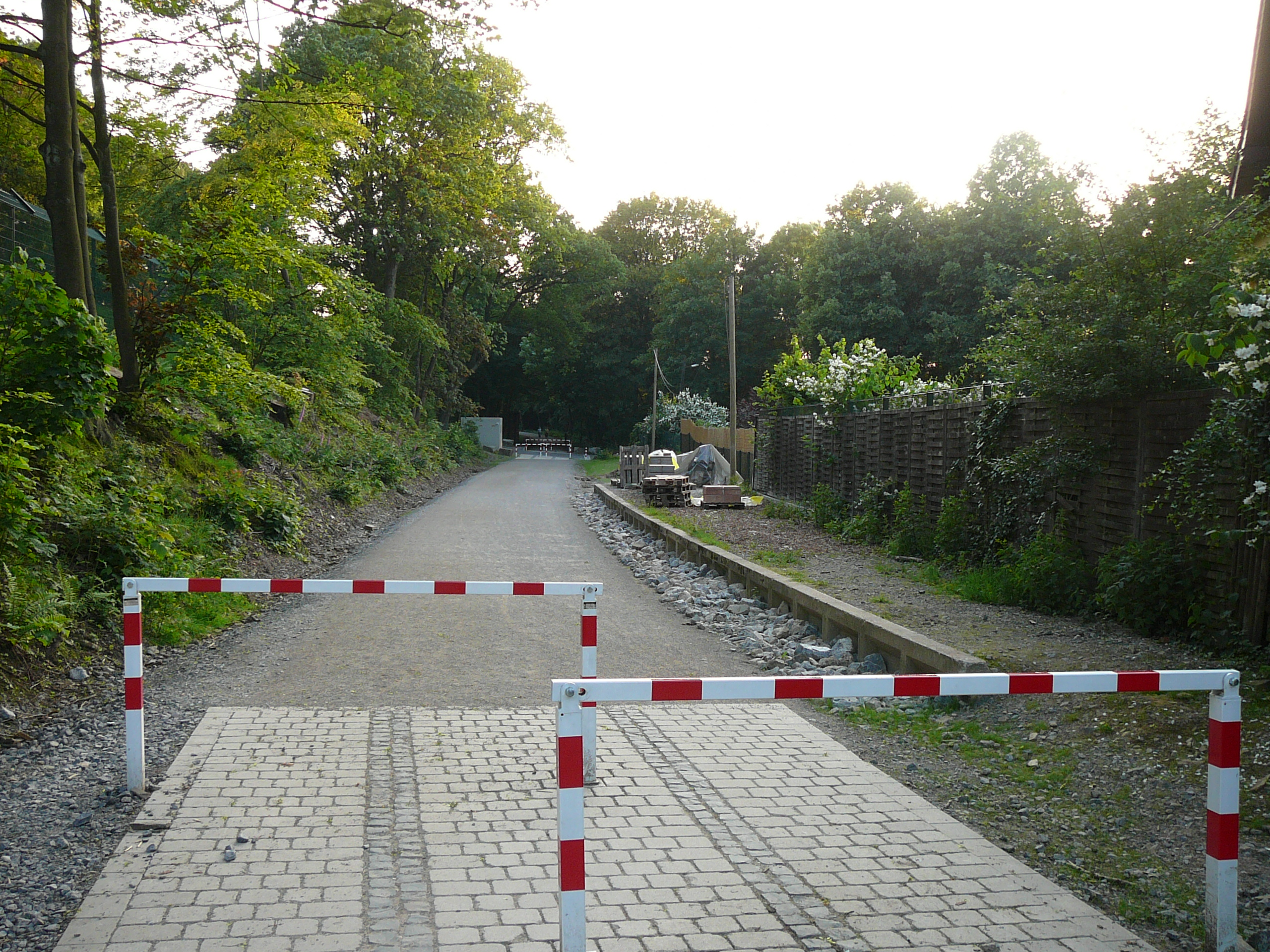
Voormalige halte Boltenberg
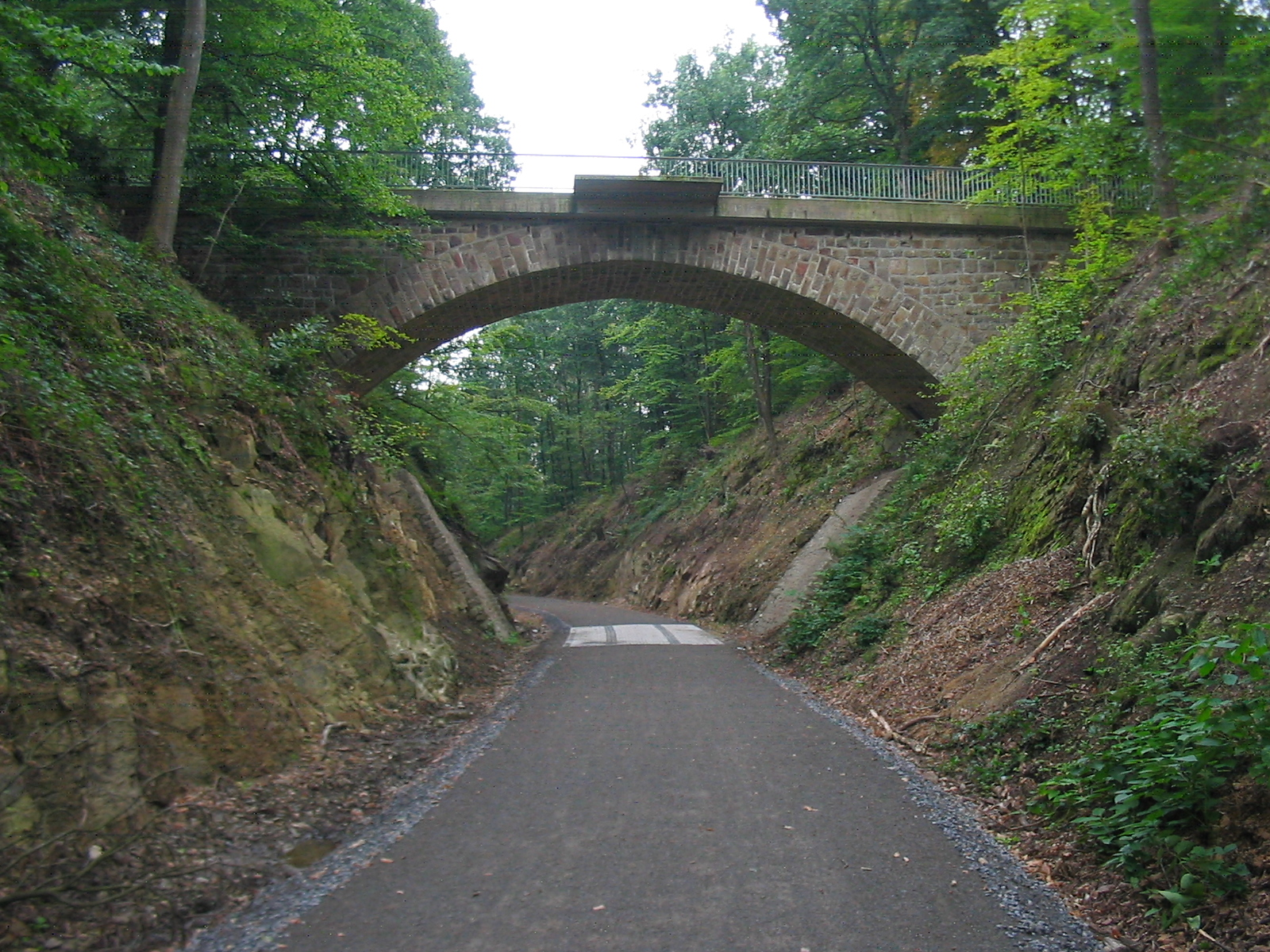
Brug bij de Kaisereiche
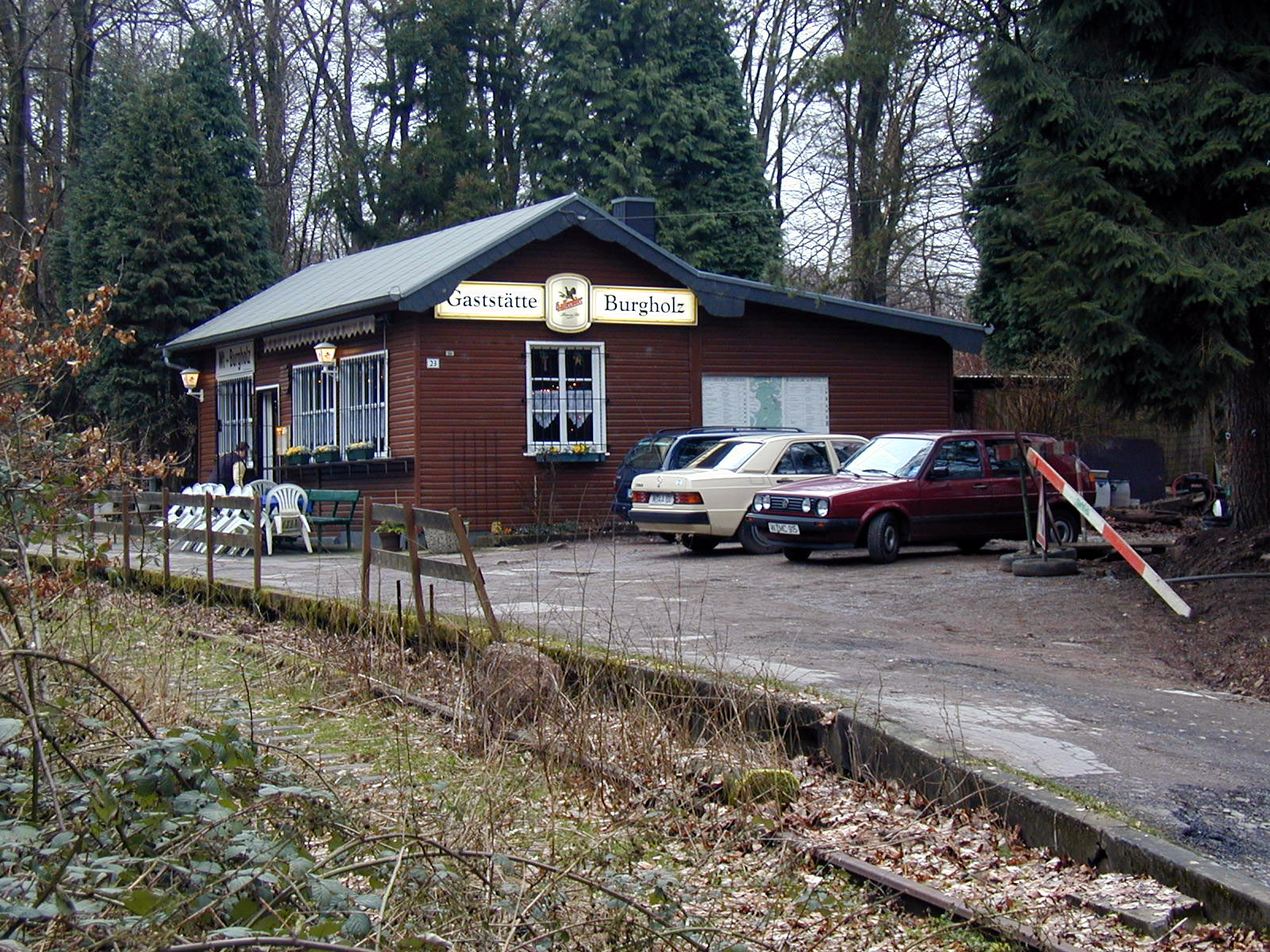
Voormalige halte Burgholz
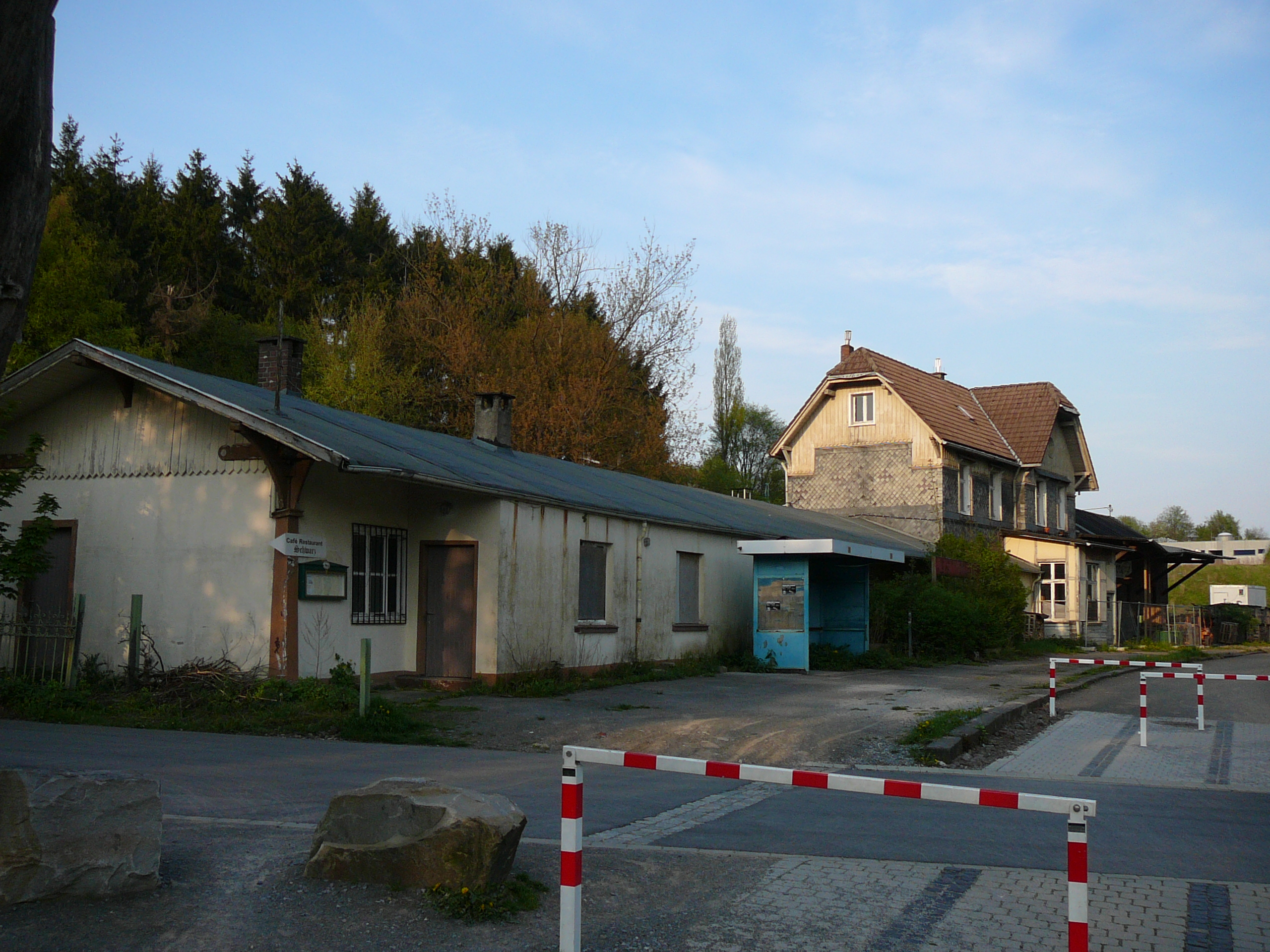
Voormalig station Küllenhahn